# Epitaph für Johann Friedrich Hirschmann

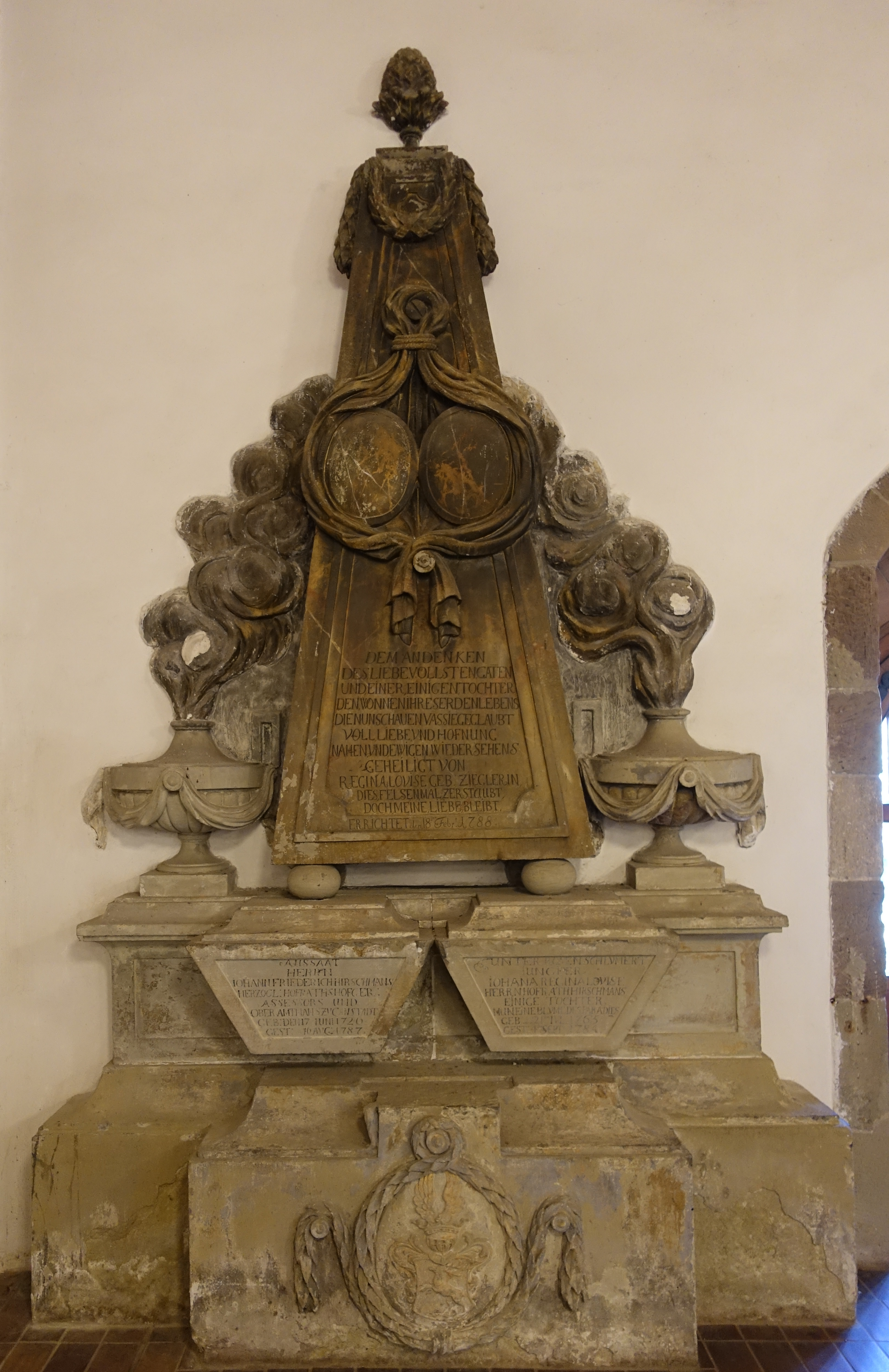
Epitaph für Johann Friedrich Hirschmann

Das Epitaph für Johann Friedrich Hirschmann ist eines von 14 Epitaphen der Uffkirche in Stuttgart-Bad Cannstatt. Das Innenepitaph ist dem Cannstatter Hofrat, Hofgerichtsassessor und Oberamtmann Johann Friedrich Hirschmann (1726–1787) gewidmet. Das Epitaph aus dem Jahr 1788 besteht aus einem Obelisken, 3 Inschriftentafeln und 3 Wappendarstellungen.

## Beschreibung
Das Wandepitaph ist an der linken Seite der Westwand angebracht. Auf einem zweistöckigen Unterbau ruht auf Eierfüßen ein Obelisk, der von der steinernen Nachbildung von 2 großen Öllampen mit hochlodernden Flammen flankiert wird. Der Obelisk trägt eine Gedenkinschrift (Inschrift 1), darüber zwei ovale Wappenschilde mit unkenntlich gewordener Zeichnung, aufgehängt an einer Tuchgirlande. An der Spitze wird der Obelisk von einem Pinienzapfen und einer Blattgirlande bekrönt.
Der treppenartige Unterbau besteht aus 2 Stufen. Die obere Stufe trägt zwei trapezförmige Inschriftensteine mit Inschriften für Johann Friedrich Hirschmann und seine Tochter (Inschrift 2 und 3). Aus der unteren Stufe tritt ein breiter Steinquader hervor. An einer Blattgirlande ist das Wappen der Familie Hirschmann mit einem springenden Hirsch und einer geflügelten Helmzier aufgehängt.

## Inschriften
| Inschrift 1 Gedenkinschrift von Regina Louise Hirschmann geb. Ziegler für ihren Mann, den Hofrat, Hofgerichtsassessor und Oberamtmann zu Cannstatt Johann Friedrich Hirschmann (1726–1787) und ihre Tochter Regina Louise Hirschmann: Dem Andenken des liebevollsten Gatten und einer einigen Tochter, den Wonnen ihres Erdenlebens, die nun schauen, was sie geglaubt, voll Liebe und Hofnung nahen und ewigen Wiedersehens, geheiligt von Regina Louise geb. Zieglerin dies Felsenmal zerstaubt, doch meine Liebe bleibt. (Errichtet den 18ten Febr. 1788) | |
| Inschrift 2 Gedenkinschrift für Johann Friedrich Hirschmann: Aussaat Herrn Johann Friederich Hirschmans Herzogl[ichen] Hofraths Hofger[ichts] Assessors und Oberamtmans zu Canstadt Geb. den 17 Juni 1726 Gest. 16 Aug. 1787 | Inschrift 3 Gedenkinschrift Regina Louise Hirschmann: Unter Rosen schlumert Jungfer Iohana Regina Louise, Herrn Hofraths Hirschmans einige Tochter, nun eine Blume des Paradies Geb. den 21ten Iul. 1765 Gest. 4ten Sept. 1784 |